# Chitheri, Mulbagal
Chitheri là một làng thuộc tehsil Mulbagal, huyện Kolar, bang Karnataka, Ấn Độ.